# Jason Scott Lee

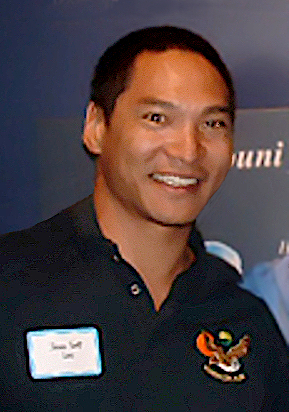
Jason Scott Lee (2003)

Jason Scott Lee (* 19. November 1966 in Los Angeles, Kalifornien) ist ein US-amerikanischer Schauspieler.
Lee wurde zwar in Los Angeles geboren, wuchs jedoch auf Hawaii auf und lebt in Volcano Village. Sein Vater ist hawaiischer und chinesischer Abstammung, seine Mutter Chinesin.
Jason Scott Lee spielte die Rolle des Bruce Lee in Dragon – Die Bruce Lee Story. Für diese Rolle wurde er 1994 für den MTV Movie Award nominiert. Im Abenteuerfilm Rapa Nui – Rebellion im Paradies (1994) übernahm er eine der Hauptrollen, ebenso wie in der Serie Dr. Doogie Kamealoha (2021) – ein Reboot von Doogie Howser, M.D., die jedoch auf Hawaii spielt. Sein Schaffen für Film und Fernsehen umfasst mehr als 40 Produktionen.

## Filmografie (Auswahl)
- 1987: Born in East L.A.
- 1989: Zurück in die Zukunft II (Back to the Future Part II)
- 1991: Ghoulies III: Ghoulies Go to College
- 1992: Flucht aus dem Eis (Map of the Human Heart)
- 1993: Dragon – Die Bruce Lee Story (Dragon: The Bruce Lee Story)
- 1994: Rapa Nui – Rebellion im Paradies (Rapa Nui)
- 1994: Das Dschungelbuch (The Jungle Book)
- 1998: Star Force Soldier (Soldier)
- 1998: Talos – Die Mumie (Tale of the Mummy)
- 2000: Arabian Nights – Abenteuer aus 1001 Nacht (Arabian Nights)
- 2002: Lilo & Stitch (Synchronsprecher von David Kawena)
- 2003: Wes Craven präsentiert Dracula II – The Ascension (Dracula II: Ascension)
- 2003: Timecop 2 – Entscheidung in Berlin (Timecop: The Berlin Decision)
- 2005: Wes Craven präsentiert Dracula III – Legacy (Dracula III: Legacy)
- 2005: God’s Army V – Die Apokalypse (The Prophecy: Forsaken)
- 2005: Nomad – The Warrior (Nomad)
- 2007: Balls of Fury
- 2008: Dance of the Dragon
- 2010, 2012–2013: Hawaii Five-0 (Fernsehserie, 3 Folgen)
- 2014: Seventh Son
- 2016: Crouching Tiger Hidden Dragon Sword of Destinys
- 2020: Mulan
- 2021–2023: Dr. Doogie Kamealoha (Doogie Kamealoha, M.D., Fernsehserie)
- 2022: Boon
- 2025: Lilo & Stitch